# 熊本丸 (5代)
熊本丸（くまもとまる）は熊本県立天草拓心高等学校が使用している練習船である。本項目では、2019年に就航した5代目を取り扱う。

## 略歴
- 1961年7月3日 第1熊本丸進水 99.5トン[6][7][8]。
- 1961年7月3日 第2熊本丸進水 99.5トン[6][7]。
- 1973年3月8日 ?代目進水 295トン。2億3千万円[7]。
- 1999年3月10日 4代目 443トン[6]。
- 2019年2月23日 5代目竣工 495トン[5][9]。竣工式にはくまモンが立ち会った[10]。4月14日天草拓心高校マリン校舎としては初めての出港式[7]。
- 2019年 4代目は第六開洋丸として運用されている[11]。

## 特徴
- 煙突にくまモンが描かれている[10][12]。
- 二つ名は「くまモン丸」[要出典]。
- 東シナ海の底魚類の資源量を調査する事がある[13][14]。
- 缶詰やレトルト食品を製造・販売する事がある[15]。
- 一般公開する事がある[16]。
- 有料の体験乗船が実施される時がある[17]。
- 防犯カメラが船内に22台設置されている[18]。

## エピソード
- 長期航海実習への出航は熊本県のニュースになるのが毎年の風物詩[8][19]。